# ワイルド アット ハート
『ワイルド アット ハート』は、日本の男性アイドルグループ・嵐の通算37枚目となるシングル。2012年3月7日にジェイ・ストームから発売された。

## 概要
- 前作「迷宮ラブソング」から約4ヶ月ぶりのシングル。

- 初回限定盤、通常盤の2形態で発売。

- 表題曲は、メンバーの松本潤主演 フジテレビ系月9ドラマ『ラッキーセブン』ドラマ主題歌。月9ドラマ主題歌は、同じ松本主演ドラマ『夏の恋は虹色に輝く』以来となり、前作に引き続き、4作連続のドラマ主題歌である。

- 初回限定盤には、表題曲のビデオ・クリップと、カップリング曲「How Can I Love」を収録。

- 通常盤には、「ついておいで」と同じくメンバーの櫻井翔がRap詞を手掛けた「ふたりのカタチ」のカップリング2曲に加え、オリジナル・カラオケ3曲を収録。

## その他
- 2012年2月22日に表題曲の着うたがドワンゴ関連のウェブサイトで配信された[1]。

- PVは、周りに黒いドアのある白基調の空間で歌うシーン、カラフルな空間で缶詰め状態になって歌うシーン、きらびやかなカーテンをバックにしたセットで歌うシーン(このシーンではテレビで披露する際の振り付けの一部が含まれている)、狭い壁の間に入って歌うソロシーンで構成されている。

## 封入特典

### 初回限定盤
- 16P歌詞ブックレット

## チャート成績
- 発売前日（集計初日）の2012年3月6日付オリコンデイリーシングルチャートで推定売上枚数約25.2万枚を記録し、初登場1位にランクインした[2]。

- 2012年3月19日付オリコン週間シングルチャートで初登場1位にランクインした。1位獲得は「PIKA★★NCHI DOUBLE」から26作連続・通算33作目であり、連続1位獲得数で歴代単独4位となり（本作の1位獲得直前まで浜崎あゆみが25作連続で並んでいた）、通算1位獲得数では歴代3位となった。初動売上は前作の初動を約2万枚上回る55.0万枚を記録し、累計売上は65.0万枚[3]。

## 収録曲

### CD

#### 通常盤
1. ワイルド アット ハート [4:09]
作詞：Soluna
作曲：Chris Janey, Junior Jokinen
編曲：Trevor Ingram
  - 松本潤主演 フジテレビ系月9ドラマ『ラッキーセブン』主題歌
2. ついておいで [4:11]
作詞：Mi-n
作曲：iiiSAK, Anton Lindsjo
編曲：ha-j
大野智が振り付けを担当。[4]
3. ふたりのカタチ [4:43]
作詞：須藤まゆみ
Rap詞：櫻井翔
作曲：三留一純
編曲：石塚知生
4. ワイルド アット ハート（オリジナル・カラオケ）
5. ついておいで（オリジナル・カラオケ）
6. ふたりのカタチ（オリジナル・カラオケ）

#### 初回限定盤
1. ワイルド アット ハート
2. How Can I Love [4:05]
作詞：Octobar
作曲：FOX, Octobar
編曲：吉岡たく

### DVD
※初回限定盤のみ
1. 「ワイルド アット ハート」ビデオ・クリップ

## 収録アルバム
- ウラ嵐マニア（初回限定盤#2, 通常盤#2, 3）
- Popcorn（#1）
- 5×20 All the BEST!! 1999-2019（#1）
- ウラ嵐BEST 2012-2015（初回限定盤#2, 通常盤#2, 3）

## 映像作品
ワイルドアットハート
- ARASHI アラフェス NATIONAL STADIUM 2012
- ARASHI LIVE TOUR Popcorn
- ARASHI アラフェス'13 NATIONAL STADIUM 2013
- ARASHI Live Tour 2013 “LOVE”
- ARASHI BLAST in Hawaii
- ARASHI BLAST in Miyagi
- ARASHI LIVE TOUR 2015 Japonism
- ARASHI LIVE TOUR 2016-2017 Are You Happy?
- ARASHI LIVE TOUR 2017-2018 「untitled」
- ARASHI Anniversary Tour 5×20
- This is 嵐 LIVE 2020.12.31

ついておいで
- ARASHI LIVE TOUR Popcorn